# Patarcocha
La laguna Patarcocha (en quechua: Patarqucha), es un depósito natural de agua dulce situada en el distrito ancashino de Chacas, dentro del parque nacional Huascarán. Es una de las primeras lagunas del distrito que se formó por la desglaciación hace más de 15.000 años.
Es la laguna más pequeña del grupo de tres lagunas que se emplazan en la primera cuenca izquierda del río Arma. Con una coloración verde obscuro, se ubica a 1.5 horas de caminata desde Chacas y a 30 minutos en auto.